# Eleições estaduais no Ceará em 1990
As eleições estaduais no Ceará em 1990 ocorreram em 3 de outubro como parte das eleições em 26 estados e no Distrito Federal. Foram eleitos o governador Ciro Gomes, o vice-governador Lúcio Alcântara e o senador Beni Veras, além de 22 deputados federais e 46 estaduais num pleito decidido em primeiro turno.
Eleito pelo PMDB em 1986, o governador Tasso Jereissati entrou em dissenso com seu partido na eleição presidencial de 1989 quando apoiou Mário Covas numa atitude que o fez ingressar no PSDB em 16 de janeiro de 1990, gesto repetido por Ciro Gomes, seu afilhado político com quem firmou uma aliança que venceria as eleições em 1994 e 1998 com o próprio Tasso Jereissati e em 2002 com Lúcio Alcântara. Ao deixar o PMDB, o grupo tassista obrigou seu antigo partido a aliar-se com Adauto Bezerra, César Cals e Carlos Virgílio Távora (filho do falecido Virgílio Távora) e mesmo essa coligação não impediu a queda vertiginosa no número de parlamentares eleitos pelo PMDB que embora conservasse os senadores Mauro Benevides e Cid Saboia de Carvalho, caiu de doze para quatro deputados federais e de vinte e quatro para quatro deputados estaduais em comparação a 1986.
Paulista de Pindamonhangaba, o governador Ciro Gomes é advogado formado pela Universidade Federal do Ceará e descende de uma família de políticos onde o bisavô, o avô e o pai foram prefeitos de Sobral, cidade para onde Ciro retornou após a graduação recebendo o apoio do pai para candidatar-se a deputado estadual pelo PDS em 1982 obtendo uma suplência. Filiado ao PMDB foi eleito deputado estadual em 1986 com 17.602 votos e com o apoio de Tasso Jereissati foi eleito prefeito de Fortaleza em 1988, cargo ao qual renunciou para disputar o executivo cearense tornando-se o primeiro governador eleito pelo PSDB em todo o país, deixando a capital do estado nas mãos de Juraci Magalhães.

## Resultado da eleição para governador
De acordo com o Tribunal Regional Eleitoral do Ceará houve 298.216 (10,30%) votos em branco e 242.440 (8,37%) votos nulos calculados sobre um total de 2.896.185 eleitores com os 2.355.529 votos nominais assim distribuídos:
| Candidatos a governador do estado | Candidatos a vice-governador | Número | Coligação                                                        | Votação   | Percentual |
| --------------------------------- | ---------------------------- | ------ | ---------------------------------------------------------------- | --------- | ---------- |
| Ciro Gomes PSDB                   | Lúcio Alcântara PDT          | 45     | Coligação Geração Ceará Melhor (PSDB, PDT, PDC)                  | 1.279.492 | 54,32%     |
| Paulo Lustosa PFL                 | Luiza Távora PDS             | 25     | Compromisso Ceará Verdade (PFL, PDS, PMDB, PSD, PST, PTR, PTdoB) | 871.047   | 36,98%     |
| João Alfredo PT                   | Vasco Damasceno Weyne PCB    | 13     | Frente Ceará Popular (PT, PCB, PSB, PCdoB)                       | 185.482   | 7,87%      |
| José Ribamar Aguiar Júnior PRN    | Roberto Prado Júnior PRN     | 36     | PRN (sem coligação)                                              | 19.508    | 0,83%      |

## Biografia do senador eleito

### Beni Veras
No rastro da vitória de Ciro Gomes para governador o PSDB elegeu o senador Beni Veras os quais, após a queda do presidente Fernando Collor e o estabelecimento do Governo Itamar Franco, foram chamados a auxiliar o novo presidente em seu último ano de mandato. Na disputa pelos cargos proporcionais os tucanos elegeram 32% dos deputados federais e 43% dos estaduais, números que seriam elevados pela ocorrência de coligações partidárias. Os números obtidos pelos cearenses fizeram de Tasso Jereissati o primeiro nordestino a ocupar a presidência nacional do PSDB em convenção realizada em 1º de setembro de 1991.

## Resultado da eleição para senador
De acordo com o Tribunal Regional Eleitoral do Ceará houve 767.628 (26,50%) votos em branco e 186.227 (6,43%) votos nulos calculados sobre um total de 2.896.185 eleitores com os 1.942.330 votos nominais assim distribuídos:
| Candidatos a senador da República | Candidatos a suplente de senador                | Número | Coligação                                                        | Votação   | Percentual |
| --------------------------------- | ----------------------------------------------- | ------ | ---------------------------------------------------------------- | --------- | ---------- |
| Beni Veras PSDB                   | Reginaldo Duarte PSDB Juarez Leitão PSDB        | 451    | Coligação Geração Ceará Melhor (PSDB, PDT, PDC)                  | 1.026.965 | 52,87%     |
| Paes de Andrade PMDB              | Afonso Sancho PFL Cláudio Cisne de Medeiros PTR | 151    | Compromisso Ceará Verdade (PFL, PDS, PMDB, PSD, PST, PTR, PTdoB) | 752.950   | 38,77%     |
| Antônio Durval Ferraz Soares PT   | Walton de Miranda Leitão PSB Chico Lopes PCdoB  | 131    | Frente Ceará Popular (PT, PCB, PSB, PCdoB)                       | 162.415   | 8,36%      |

## Deputados federais eleitos
São relacionados os candidatos eleitos com informações complementares da Câmara dos Deputados.

Representação eleita
  PSDB: 7
  PMDB: 4
  PFL: 4
  PDT: 2
  PDS: 2
  PSB: 2
  PDC: 1

| Número | Deputados federais eleitos | Partido | Votação | Percentual | Cidade onde nasceu | Unidade federativa |
| 4522   | José Linhares              | PSDB    | 103.740 |            | Sobral             | Ceará              |
| 1707   | Moroni Torgan              | PDC     | 92.770  |            | Porto Alegre       | Rio Grande do Sul  |
| 1510   | Gonzaga Mota               | PMDB    | 76.451  |            | Fortaleza          | Ceará              |
| 2513   | Vicente Fialho             | PFL     | 69.082  |            | Tauá               | Ceará              |
| 1230   | Edson Silva                | PDT     | 61.692  |            | Fortaleza          | Ceará              |
| 1212   | Luiz Girão                 | PDT     | 61.528  |            | Maranguape         | Ceará              |
| 4519   | Ernani Viana               | PSDB    | 59.505  |            | Caucaia            | Ceará              |
| 4545   | Sérgio Machado             | PSDB    | 53.296  |            | Fortaleza          | Ceará              |
| 4517   | Mauro Sampaio              | PSDB    | 50.852  |            | Fortaleza          | Ceará              |
| 2519   | Antônio dos Santos         | PFL     | 50.199  |            | Crateús            | Ceará              |
| 4599   | Luiz Pontes                | PSDB    | 49.885  |            | Fortaleza          | Ceará              |
| 1515   | Pinheiro Landim            | PMDB    | 47.612  |            | Solonópole         | Ceará              |
| 1501   | Carlos Benevides           | PMDB    | 46.339  |            | Fortaleza          | Ceará              |
| 4013   | Maria Luiza Fontenele      | PSB     | 45.649  |            | Quixadá            | Ceará              |
| 2520   | Etevaldo Nogueira          | PFL     | 44.200  |            | Pedro II           | Piauí              |
| 1118   | Aécio de Borba             | PDS     | 39.978  |            | Fortaleza          | Ceará              |
| 1516   | Ubiratan Aguiar            | PMDB    | 39.225  |            | Cedro              | Ceará              |
| 1108   | Carlos Virgílio Távora     | PDS     | 38.236  |            | Fortaleza          | Ceará              |
| 2511   | Orlando Bezerra            | PFL     | 37.371  |            | Juazeiro do Norte  | Ceará              |
| 4555   | Jackson Pereira            | PSDB    | 37.331  |            | Fortaleza          | Ceará              |
| 4554   | Marco Penaforte            | PSDB    | 35.197  |            | Fortaleza          | Ceará              |
| 4011   | Ariosto Holanda            | PSB     | 21.754  |            | Limoeiro do Norte  | Ceará              |

## Deputados estaduais eleitos
A Assembleia Legislativa do Ceará possuía 46 vagas.

Representação eleita
  PSDB: 18
  PFL: 5
  PDS: 5
  PMDB: 4
  PDT: 3
  PTB: 2
  PL: 2
  PDC: 1
  PT: 1
  PSD: 1
  PCdoB: 1
  PSB: 1
  PRN: 1
  PCN: 1

| Número | Deputados estaduais eleitos      | Partido | Votação | Percentual | Cidade onde nasceu      | Unidade federativa  |
| 45119  | Manoel Salviano                  | PSDB    | 36.640  |            | Várzea Alegre           | Ceará               |
| 45124  | Manoel Duca                      | PSDB    | 24.513  |            | Fortaleza               | Ceará               |
| 25112  | Roberto Pessoa                   | PFL     | 24.397  |            | Fortaleza               | Ceará               |
| 45150  | Moésio Loiola                    | PSDB    | 23.963  |            | Sobral                  | Ceará               |
| 45114  | Antônio Viana Filho              | PSDB    | 23.181  |            | Caucaia                 | Ceará               |
| 45140  | Raimundo Macedo                  | PSDB    | 22.792  |            | Aurora                  | Ceará               |
| 25119  | Pedro Timbó                      | PFL     | 22.154  |            | Tamboril                | Ceará               |
| 45133  | Cid Gomes                        | PSDB    | 21.895  |            | Sobral                  | Ceará               |
| 45144  | Maria Shylene Osterno Aguiar     | PSDB    | 21.463  |            | Marco                   | Ceará               |
| 45255  | Francisco Aguiar                 | PSDB    | 21.048  |            | Fortaleza               | Ceará               |
| 25103  | José Ricardo Prado               | PFL     | 20.284  |            | Sobral                  | Ceará               |
| 25111  | Stênio Rios                      | PFL     | 20.199  |            | Acaraú                  | Ceará               |
| 45145  | Luís Alexandre Figueiredo Pessoa | PSDB    | 20.106  |            | Sobral                  | Ceará               |
| 45117  | Antônio Leite                    | PSDB    | 18.914  |            | Barro                   | Ceará               |
| 11102  | Antônio de Almeida Jacó          | PDS     | 18.506  |            | Redenção                | Ceará               |
| 25144  | Arnon Bezerra                    | PFL     | 18.065  |            | Crato                   | Ceará               |
| 12140  | Andrade Girão                    | PDT     | 17.868  |            | Morada Nova             | Ceará               |
| 15117  | José Maria Melo                  | PMDB    | 17.513  |            | Guaraciaba do Norte     | Ceará               |
| 45197  | Júlio Rego                       | PSDB    | 16.960  |            | Tauá                    | Ceará               |
| 11171  | Raimundo Nonato Prado de Aguiar  | PDS     | 16.947  |            | Sobral                  | Ceará               |
| 12200  | Raimundo Nonato da Silva Neto    | PDT     | 16.886  |            | Fortaleza               | Ceará               |
| 41141  | Marcos Cals                      | PSD     | 16.836  |            | Recife                  | Pernambuco          |
| 65111  | Inácio Arruda                    | PCdoB   | 16.764  |            | Fortaleza               | Ceará               |
| 45245  | Maria Lúcia Correa               | PSDB    | 16.720  |            | Senador Pompeu          | Ceará               |
| 15155  | Mauro Benevides Filho            | PMDB    | 15.887  |            | Fortaleza               | Ceará               |
| 17123  | Paulo Duarte                     | PDC     | 15.832  |            | Limoeiro do Norte       | Ceará               |
| 11160  | Domingos Pontes                  | PDS     | 15.739  |            | São Gonçalo do Amarante | Ceará               |
| 11127  | Carlomano Marques                | PDS     | 15.615  |            | Iguatu                  | Ceará               |
| 45111  | Teodorico Menezes                | PSDB    | 15.196  |            | Pacajus                 | Ceará               |
| 45122  | Manoel Veras                     | PSDB    | 15.065  |            | Crateús                 | Ceará               |
| 15146  | Antônio Câmara                   | PMDB    | 14.919  |            | Tauá                    | Ceará               |
| 11109  | José Jácome Carneiro             | PDS     | 14.537  |            | Fortaleza               | Ceará               |
| 45149  | Abelardo Gurgel                  | PSDB    | 14.508  |            | Aracati                 | Ceará               |
| 45143  | Carlos Roberto Costa             | PSDB    | 14.341  |            | Iguatu                  | Ceará               |
| 12128  | Marconi de Matos                 | PDT     | 14.014  |            | Iguatu                  | Ceará               |
| 15137  | Tomaz Brandão                    | PMDB    | 13.888  |            | Crateús                 | Ceará               |
| 45175  | Cirilo Pimenta                   | PSDB    | 13.713  |            | Quixeramobim            | Ceará               |
| 45134  | Artur Silva Filho                | PSDB    | 13.611  |            | Natal                   | Rio Grande do Norte |
| 40123  | Eudoro Santana                   | PSB     | 12.914  |            | Quixeramobim            | Ceará               |
| 36200  | Luiz Ximenes Filho               | PRN     | 11.869  |            | Tamboril                | Ceará               |
| 14138  | Francisco das Chagas Alves       | PTB     | 10.469  |            | Fortaleza               | Ceará               |
| 13123  | Mario Mamede                     | PT      | 10.355  |            | Fortaleza               | Ceará               |
| 31111  | Luciano Monteiro                 | PCN     | 10.259  |            | Fortaleza               | Ceará               |
| 14142  | Marcelo Carlos                   | PTB     | 10.017  |            | Ipu                     | Ceará               |
| 22119  | Fernando Hugo                    | PL      | 7.766   |            | Fortaleza               | Ceará               |
| 22262  | Ted Rocha Pontes                 | PL      | 6.349   |            | Caucaia                 | Ceará               |